# Mu kratha

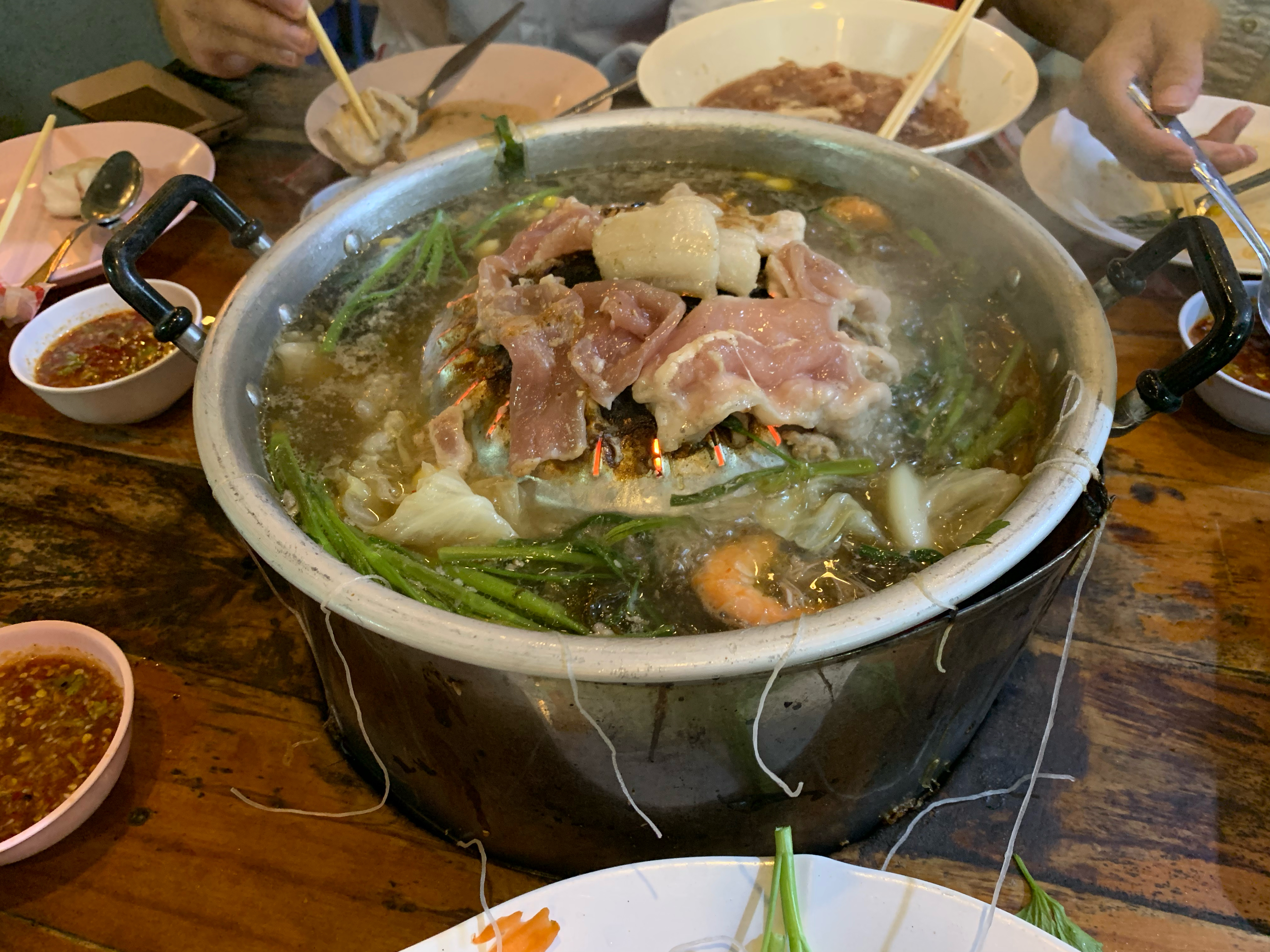
Un mu kratha servi à Ban Na avec des sauces.

Mu kratha (en thaï : หมูกระทะ, RTGS : mu kratha) est une méthode de cuisson utilisée en Asie du Sud-Est et originaire de Thaïlande. Aux Philippines, à Singapour, en Malaisie et en Birmanie, elle est connue sous le nom de mookata. Au Laos, elle est appelée sindad (en lao : ຊີ້ນດາດ).

## Étymologie
Mu kratha signifie « porc poêlé » en thaï (mu signifie « cochon » ou « porc » et kratha désigne une « poêle » ou un « poêlon »).

## Caractéristiques
Le mu kratha ressemble à un barbecue coréen combiné à une fondue chinoise ou japonaise. La version thaïlandaise utilise du charbon de bois. Le concept se répand dans toute la Thaïlande, au Laos, aux Philippines, en Malaisie, en Indonésie et à Singapour.

## Préparation et service
La viande en tranches (le plus souvent du porc) est grillée sur le dôme au centre tandis que les légumes et autres ingrédients, comme les boulettes de poisson, cuisent dans la soupe. La marmite est posée sur un seau de charbon de bois brûlant qui fait griller ou bouillir les aliments.
Les meilleurs ingrédients à cuire selon cette méthode sont le porc, le poulet, le mouton, l’agneau, les fruits de mer, les légumes et les champignons. Le mu kratha traditionnel thaïlandais local est généralement servi avec de la sauce nam chim. Certains restaurants servent des fruits de mer pour accompagner le plat.
Lors de la cuisson du mu kratha, un morceau de graisse est généralement placé au sommet de la poêle pour éviter que les aliments collent.